# R U Mine?
«R U Mine?» es una canción de la banda inglesa de indie rock Arctic Monkeys. Se lanzó mediante descarga digital en el Reino Unido el 25 de febrero de 2013 y a su vez, tuvo su lanzamiento físico para el Record Store Day el 21 de abril de 2012 la cual era una edición limitada de Vinilo de 7" que se presentaba de un color púrpura incluyendo una nueva canción titulada «Electricity» como Cara B. El vinilo se limitó a solo 1340 copias.
«R U Mine?» debutó en el número veintitrés en la lista británica de sencillos; siendo el punto más alto alcanzado por un sencillo de la banda desde «Crying Lightning» posicionado en el número 12 en julio de 2009. La canción fue incluida en el quinto álbum de estudio, AM, publicado en 2013 como segunda pista.
Alex Turner dijo que la banda se inspiró en Drake y Lil Wayne, diciendo: "Hay algunas referencias que la gente puede captar allí: 'Some Velvet Morning', Tracy Island. Esas referencias son sólo yo siendo un sabelotodo...Ese tiempo en particular se parece como lo que hacen Drake y Lil Wayne, hemos estado escuchando recientemente la mayor parte de su material. Me gusta aquella cosa que hacen donde ellos hablan de algo al revés, entonces ellos hablan de eso, pero entonces dicen lo que en realidad significa está sobre la siguiente línea. Es difícil de explicar, pero supongo que es un pequeño guiño a esa idea. Por eso digo: "Yo soy una marioneta en una cuerda", justo antes de mencionar en la canción a Tracy Island. De eso lo que trata - la incertidumbre."

## Vídeo musical
El vídeo musical que acompañó al sencillo «R U Mine?» fue estrenado en YouTube el 27 de febrero de 2012 con una duración total de tres minutos y cuarenta y cuatro segundos, en la que aparece el presentador de radio y músico Steve Jones estrenando la canción en su show radial en la radio estadounidense de rock moderno KROQ-FM, mientras que la banda realiza un playback de la canción en un coche, grabándose con una videograbadora dañada.
Un segundo video fue lanzado en YouTube el 29 de marzo de 2012, la mañana siguiente después de su presentación en vivo en la Ciudad de México. El video muestra una actuación en vivo de la canción y a la muchedumbre animada. El video se termina con una imagen del micrófono de Alex Turner con dos Sostén colgando.
El video ganó un premio NME en 2013 por "Mejor Video".

## Lista de canciones
Todas las canciones escritas y compuestas por Alex Turner. 
| Descarga digital |             |          |  |
| N.º              | Título      | Duración |  |
| 1.               | «R U Mine?» | 3:20     |  |
| 3:20             |             |          |  |

| 7" (UK Record Store Day Edición limitada) |               |          |  |
| N.º                                       | Título        | Duración |  |
| 1.                                        | «R U Mine?»   | 3:20     |  |
| 2.                                        | «Electricity» | 3:01     |  |
| 6:21                                      |               |          |  |

## Posicionamiento en listas
| Listas (2012)                               | Mejor posición |
| ------------------------------------------- | -------------- |
| Australia (ARIA)                            | 94             |
| Canadá (Canada Rock)                        | 43             |
| Bélgica (Flandes) (Ultratip Bubbling Under) | 11             |
| Escocia (Scottish Singles Sales Chart)      | 19             |
| Francia (SNEP)                              | 147            |
| Irlanda (IRMA)                              | 65             |
| Reino Unido (UK Singles Chart)              | 23             |
| Reino Unido (UK Indie Chart)                | 2              |
| Reino Unido (UK Streaming Chart)            | 72             |

| Listas (2014–2015)                            | Mejor posición |
| --------------------------------------------- | -------------- |
| Estados Unidos (Bubbling Under Hot 100)       | 22             |
| Estados Unidos (Hot Rock & Alternative Songs) | 39             |
| Estados Unidos (Rock Airplay)                 | 5              |

| Lista (2022)   | Mejor posición |
| -------------- | -------------- |
| Portugal (AFP) | 94             |

| Listas (2012)                         | Mejor posición |
| ------------------------------------- | -------------- |
| Reino Unido (Official Charts Company) | 128            |
| Reino Unido (UK Indie Chart)          | 10             |

## Lanzamiento
| Región      | Dato                  | Formato          | Organismo      |
| ----------- | --------------------- | ---------------- | -------------- |
| Reino Unido | 27 de febrero de 2012 | Descarga digital | Domino Records |